# 北司州
北司州，中国古代的州。
南朝梁天监十三年（514年）置北司州，治所在湖陂城（今湖北省麻城市西南）。后废。南朝梁大通二年（528年）南梁收复司州，置北司州，治所在北义阳郡平阳县（今河南信阳市）。辖境相当今河南省淮河以南桐柏县、信阳市等地，东魏武定七年（549年）改名南司州。